# Ворен (Орегон)
Ворен (енгл. Warren) насељено је место без административног статуса у америчкој савезној држави Орегон.

## Демографија
По попису из 2010. године број становника је 1.787.
| Група             | 2000.    | 2010.         |
| Белци             | 0 (0,0%) | 1.652 (92,4%) |
| Афроамериканци    | 0 (0,0%) | 6 (0,3%)      |
| Азијати           | 0 (0,0%) | 21 (1,2%)     |
| Хиспаноамериканци | 0 (0,0%) | 51 (2,9%)     |
| Укупно            | 0        | 1.787         |